# 狮子山街道 (成都市)
狮子山街道，是中华人民共和国四川省成都市锦江区下辖的一个乡镇级行政单位。

## 行政区划
狮子山街道下辖以下地区：
四川师大社区、万科城花社区、菱窠社区和花果社区。